# إيمي هولاند
إيمي هولاند (بالإنجليزية: Amy Holland)‏ هي مغنية وكاتبة غنائية أمريكية، ولدت في 15 أغسطس 1953 في باليسادس ‏ في الولايات المتحدة.

## وصلات خارجية
- الموقع الرسمي
- إيمي هولاند على موقع IMDb (الإنجليزية)
- إيمي هولاند على موقع ميوزك برينز (الإنجليزية)
- إيمي هولاند على موقع أول ميوزيك (الإنجليزية)
- إيمي هولاند على موقع ديسكوغز (الإنجليزية)
- إيمي هولاند على موقع ديسكوغز (الإنجليزية)